# Parasphenula boranensis
Parasphenula boranensis är en insektsart som först beskrevs av Salfi 1939.  Parasphenula boranensis ingår i släktet Parasphenula och familjen Pyrgomorphidae. Inga underarter finns listade i Catalogue of Life.